# Migen Memelli
Migen Memelli est un footballeur albanais né le 25 avril 1980 à Korçë.

## Carrière en clubs

### SK Brann
Memelli joue seulement 16 matchs au SK Brann pour sa première saison en dehors du championnat d'Albanie, ce sera cependant sa dernière. La faute à un temps de jeu trop réduit. Il s'est cependant fait remarquer en Coupe UEFA où il a été l'auteur de 4 buts en 2 matchs. 

### GAIS
Avec 4 buts en 4 matchs de pré-saison, Memelli prend le meilleur départ possible avec son nouveau club. En championnat, il n'a pas eu cette chance, il ne marque pas mais à beaucoup joué (16 matchs), et a prouvé qu'il avait d'autres compétences. Écarté de l'édition suivante du championnat à cause d'une blessure, il est alors prêté à un club de son pays, le KF Tirana

### KF Tirana
Memelli est alors prêté au KF Tirana dans le championnat d'Albanie, championnat qu'il connait bien puisqu'il y a déjà joué 140 matchs pour 45 buts de 2000 à 2006 avec divers clubs.
Son prêt est un succès, puisque le KF Tirana alors 6e de l'édition précédente, remporte le championnat et se qualifie pour deuxième tour qualificatif pour la ligue de Champions 2009/2010.
Memelli y est pour beaucoup puisqu'il termine la saison comme meilleur buteur du championnat avec 23 réalisations.

## Carrière internationale
Après un retour en fanfare en Albanie avec le KF Tirana, il est appelé dans la sélection nationale par l'entraineur d'alors, Arie Haan.
Il fait sa première apparition sous les couleurs de son pays le 1er avril 2009 contre le Danemark dans un match de qualification pour la coupe du monde 2010. Il rentre à la 85e minute de jeu en remplacement de Besart Berisha, mais ne permet pas d'inverser le score de 3-0 en faveur de l'équipe adverse, compromettant par la même les chances de qualification de sa sélection pour le Mondial 2010.

## Palmarès
- Vainqueur du Championnat d'Albanie 2009 (avec le KF Tirana)

- Meilleur buteur du championnat d'Albanie en 2009 (avec le KF Tirana)[2].